# I am…
I am… — четвёртый студийный альбом японской певицы Аюми Хамасаки, вышедший 1 января 2002 года в Японии на CD, а 21 марта 2013 года на PLAYBUTTON.

## Об альбоме
В 2002 году альбом получил награду Japan Gold Disc Awards «поп альбом года», а Аюми победила в номинации «артист года». Альбом «I am...», песни «M» и «evolution» получили сертификат RIAJ за продажи свыше одного миллиона цифровых копий. «NEVER EVER», «Endless sorrow» и «Dearest» получили тройной платиновый сертификат (продажи 750 000+), «UNITE!» - двойной платиновый (продажи 500 000+), «A Song is born» - платиновый (продажи 250 000+), «Daybreak» - золотой сертификат (продажи 100 000+).
Аюми Хамасаки по псевдонимом «CREA» впервые в карьере выступила композитором всех песен альбома, за исключением «Connected» и «A Song is born». Она также писала все тексты. «I am...» отразил изменения в настроении певицы, отошедшей в текстах от темы одиночества, фигурировавшей в некоторых её ранних песнях. Находясь под сильным воздействием событий 11 сентября, Аю сосредоточилась на тематике мира и веры.
«Connected» была первой совместной работой с музыкальным продюсером Ферри "System F" Корстен. 15 декабря 2002 года песня была выпущена на сингле из 3 треков в Бельгии под лейблом Lightning Records. Это был первый европейский сингл Аюми Хамасаки, дебютировавшей на европейском музыкальном рынке под именем AYU. 7 апреля 2003 в Германии вышел ещё один сингл «Connected» из 7 треков под лейблом Drizzly Records. Клип на эту песню был снят Studio 4°C.
Оригинальная версия «Endless sorrow» была издана на сингле, а в альбом вошла "gone with the wind ver." с другой аранжировкой. Также, в этой песне был изменен текст последних строк, сделав её чуть более оптимистичной.
Визуальная концепция альбома, представляющая Аю как «богиню мира» с сопровождающим её белым голубем, была создана под влиянием чувств после теракта в Нью-Йорке 11 сентября. Студия для фотосессии (которую Аю называла "ослепительной") была забронирована на 11 сентября. Однако, после нападения Аю изменила свое мнение о концепции, и первоначально запланированные фотографии никогда не были сделаны.
В поддержку альбома прошло два масштабных тура - ARENA TOUR 2002 и STADIUM TOUR 2002.

### Коммерческое использование композиций
- Daybreak — Реклама Panasonic: D-snap AV-10, Dockin Style MD-MJ50, Dream DVD-Recorder, Only Tau
- Daybreak «HΛL’s Mix 2002» — Реклама фотоаппарата Panasonic Lumix DMC-F1
- Dearest — Третья заключительная тема аниме сериала Inuyasha, в эпизодах с 42 по 60

- Dearest — Реклама мобильного телефона Tu-Ka TS11
- Endless sorrow — Тема сериала «Старик»
- evolution — Реклама туши для ресниц Kose Visee Dynamite Curl
- I am… — Реклама туши для ресниц Kose Visee Super Volume
- M — Реклама мобильного телефона A Model с дизайном Аю
- Naturally — Реклама косметики Kose Visee серии Shimmer Face
- Naturally «Dolly remix» — Реклама косметики Kose Visee серии Dolly Make
- NEVER EVER — Реклама питьевой воды Kirin Supli
- NEVER EVER — Реклама сервиса Lawson по продаже билетов на концерт Dome Tour 2001
- no more words — Заключительная тема анимационного фильма «Inuyasha: Love That Transcends Time»[5]
- still alone — Реклама косметической процедуры в Takano Yuri Beauty Clinic
- UNITE! — Реклама питьевой воды Kirin Supli

### Список композиций
Все тексты написаны Аюми Хамасаки.
| №   | Название                                   | Музыка                           | Аранжировка              | Длительность |
| --- | ------------------------------------------ | -------------------------------- | ------------------------ | ------------ |
| 1.  | «I am...»                                  | CREA                             | Tadashi Kikuchi + tasuku | 5:31         |
| 2.  | «opening Run»                              | CMJK                             | CMJK                     | 0:57         |
| 3.  | «Connected»                                | Ferry Corsten                    | Ferry Corsten            | 3:19         |
| 4.  | «UNITE!»                                   | CREA                             | HΛL                      | 4:59         |
| 5.  | «evolution»                                | CREA                             | HΛL                      | 4:40         |
| 6.  | «Naturally»                                | CREA                             | CMJK                     | 4:16         |
| 7.  | «NEVER EVER»                               | CREA                             | CHOKKAKU                 | 4:40         |
| 8.  | «still alone»                              | CREA                             | CMJK                     | 5:54         |
| 9.  | «Daybreak»                                 | CREA + D・A・I + Junichi Matsuda | tasuku                   | 4:48         |
| 10. | «taskinlude»                               | tasuku                           | tasuku                   | 1:20         |
| 11. | «M»                                        | CREA                             | HΛL                      | 4:26         |
| 12. | «A Song is born»                           | Tetsuya Komuro                   | Tetsuya Komuro           | 6:16         |
| 13. | «Dearest»                                  | CREA + D・A・I                   | Naoto Suzuki             | 5:32         |
| 14. | «no more words»                            | CREA + D・A・I                   | Naoto Suzuki + tasuku    | 5:41         |
| 15. | «Endless sorrow "gone with the wind ver."» | CREA                             | CMJK                     | 5:12         |

## Позиции в чарте Орикон
- Продажи в первую неделю: 1 751 360 (Япония)
- Общее число проданных копий: 2 308 112 (Япония), 144 413 (Тайвань)

Альбом поднялся на первую строчку Oricon и продержался в японском чарте 25 недель.
- Позиция в Oricon Monthly Album Chart - 1
- Позиция в Oricon Yearly Album Chart - 2